# Quebrada

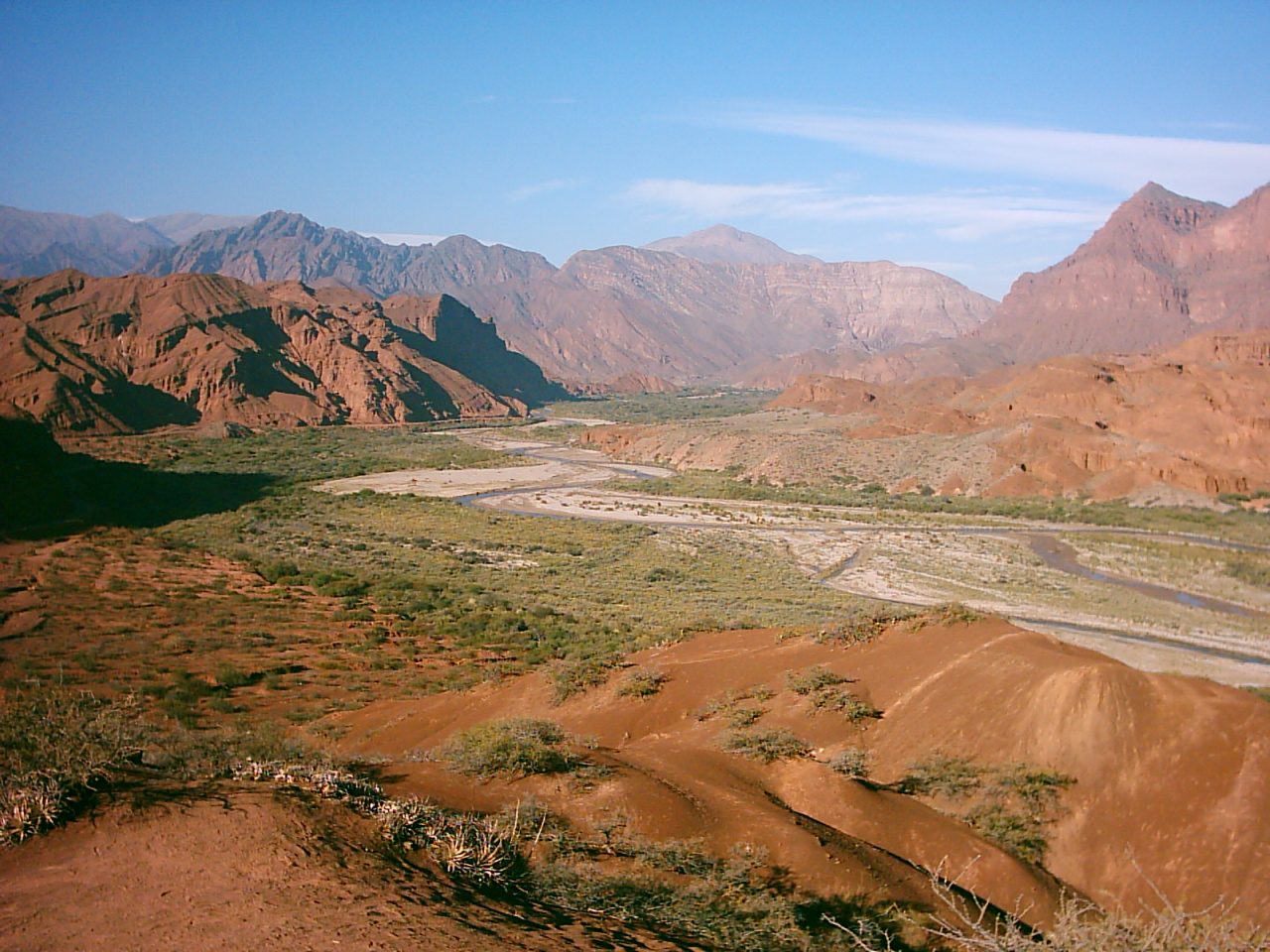
Quebrada das Conchas, Argentina

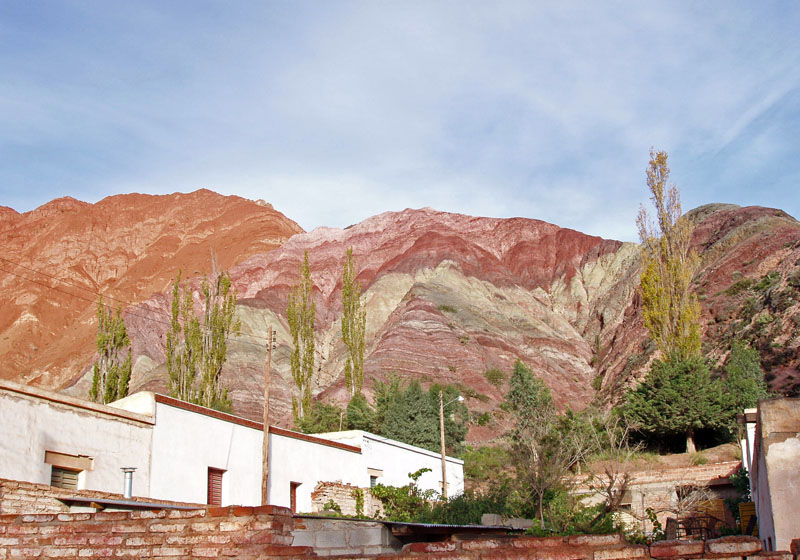
Quebrada de Humahuaca, Argentina; Patrimônio da Humanidad

Quebrada, é um substantivo (também um termo de um adjetivo feminino que se refere a uma coisa ou situação de rota, partida), esta palavra descreve, em vários países de América Latina como Argentina, Bolívia, Chile, Colômbia, Peru e a Venezuela, a um córrego, um rio pequeno ou riacho, de pouco caudal se ser comparado com um rio, e não apto para a navegação ou a pesca significativa; nas quebradas pelo solo comum habitam espécies de peixes sumariamente pequenos.
Geralmente as quebradas têm pouca e quase nula profundidade, muito pouco caudal, e servem como balneários e lugares campestres para camping, e se pode vau e cruzar caminhando. São muito apreciadas para férias e fazer turismo ecológico.